# Arillastrum gummiferum
Espèce
Classification phylogénétique

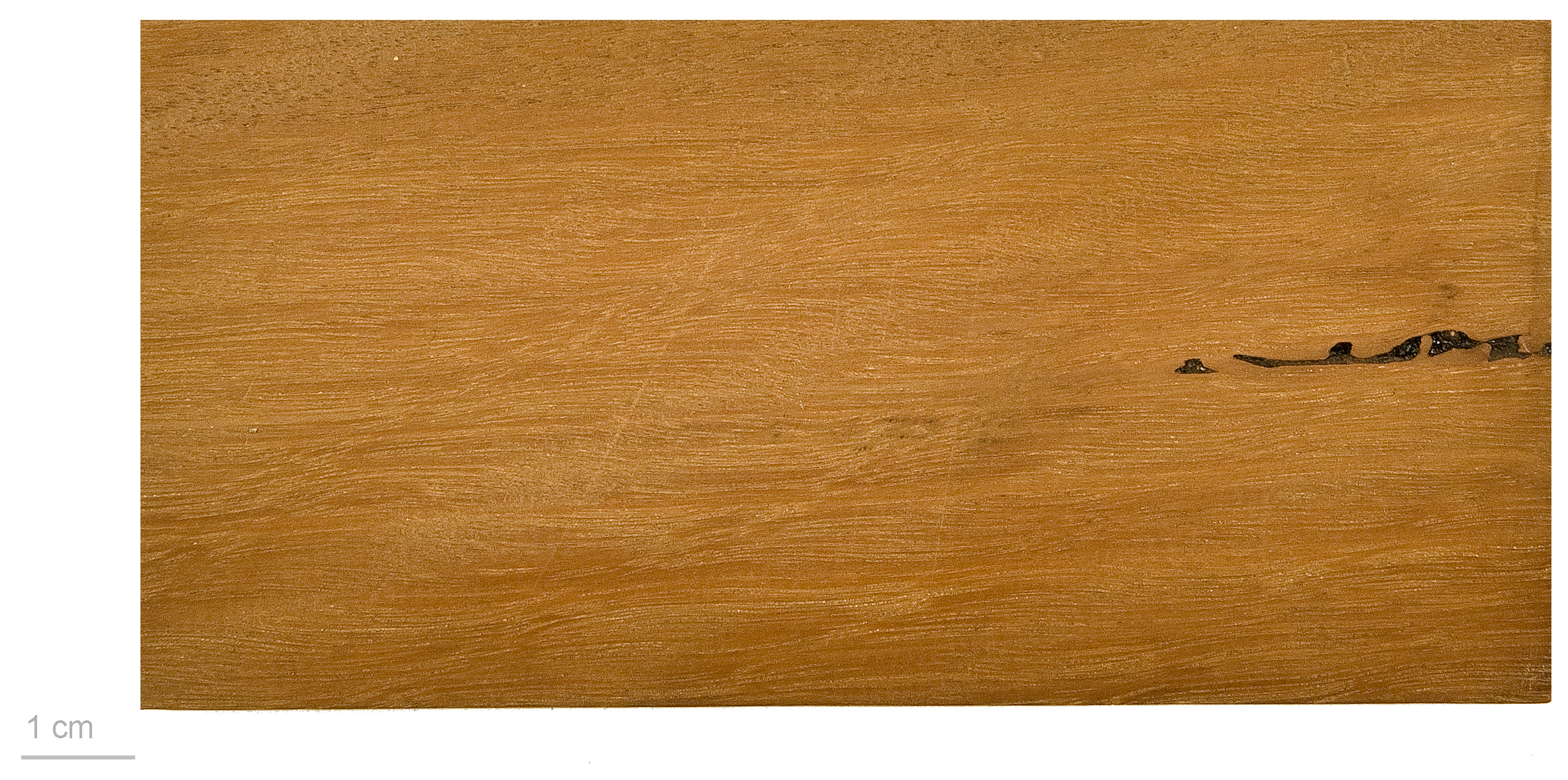
Arillastrum gummiferum au Muséum de Toulouse.

Arillastrum gummiferum, le chêne gomme, est une espèce de plantes à fleurs de la famille des Myrtaceae. C'est un arbre tropical d'assez grande taille endémique de Nouvelle-Calédonie.

## Description

### Aspect général

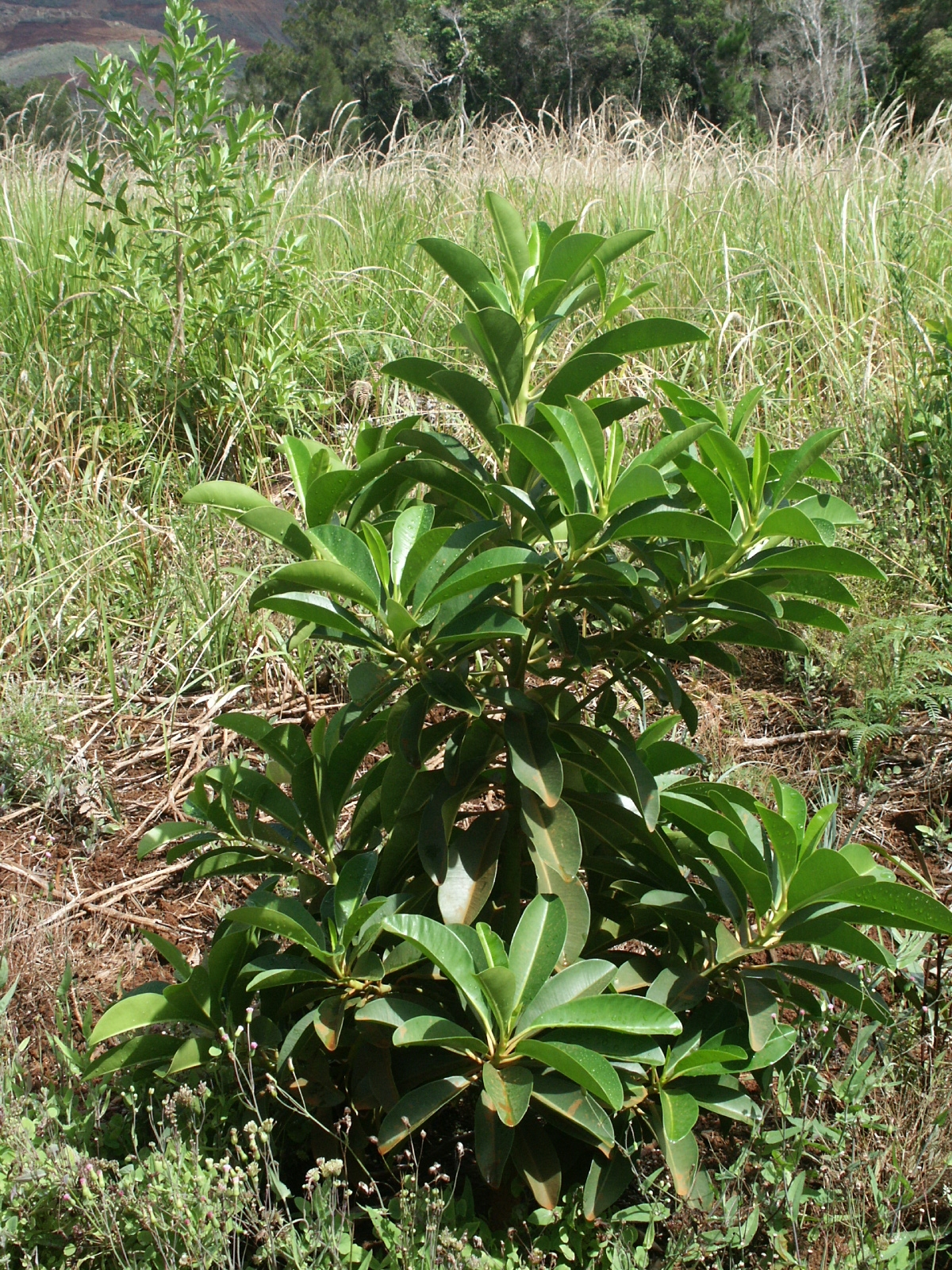
Plant de chêne gomme d'environ 5 ans.

C'est un arbre assez grand, pouvant atteindre 35 mètres de hauteur et 7 mètres de circonférence, avec une frondaison parfois importante.

### Feuilles
Les feuilles sont simples et opposées, très coriaces, vert sombre et luisant dessus, vert clair dessous, avec des nervations bien visibles. Elles ont un pétiole d'environ 3 cm et un limbe ovale d'environ 7 cm de long.

### Fleurs
La floraison ne se produit pas tous les ans et ne concerne quelquefois qu'une partie de l'arbre. Les fleurs sont isolées ou groupées par trois sur des inflorescences axillaires. Elles ont de nombreuses et longues étamines blanches.

### Fruits
Les fruits sont des capsules cupuliformes de 2 cm. Elles contiennent une ou deux graines de la grosseur d'une fève, dures et brunâtres.

### Écorce
L'écorce est généralement gris uniforme, parfois rougeâtre dans les formations très sombres ou noirâtres sur les arbres très gommeux.

## Répartition
Cette espèce est endémique de Nouvelle-Calédonie. Elle est inféodée aux terrains ultramafiques, au sud d'une ligne joignant Tontouta (commune de Païta) à Monéo (commune de Ponerihouen) en passant par le massif de Ménazi (commune de Kouaoua).
Elle se développe jusqu'à 700 m d'altitude environ. Elle est présente surtout en forêt dense humide et dans les maquis.

## Menaces

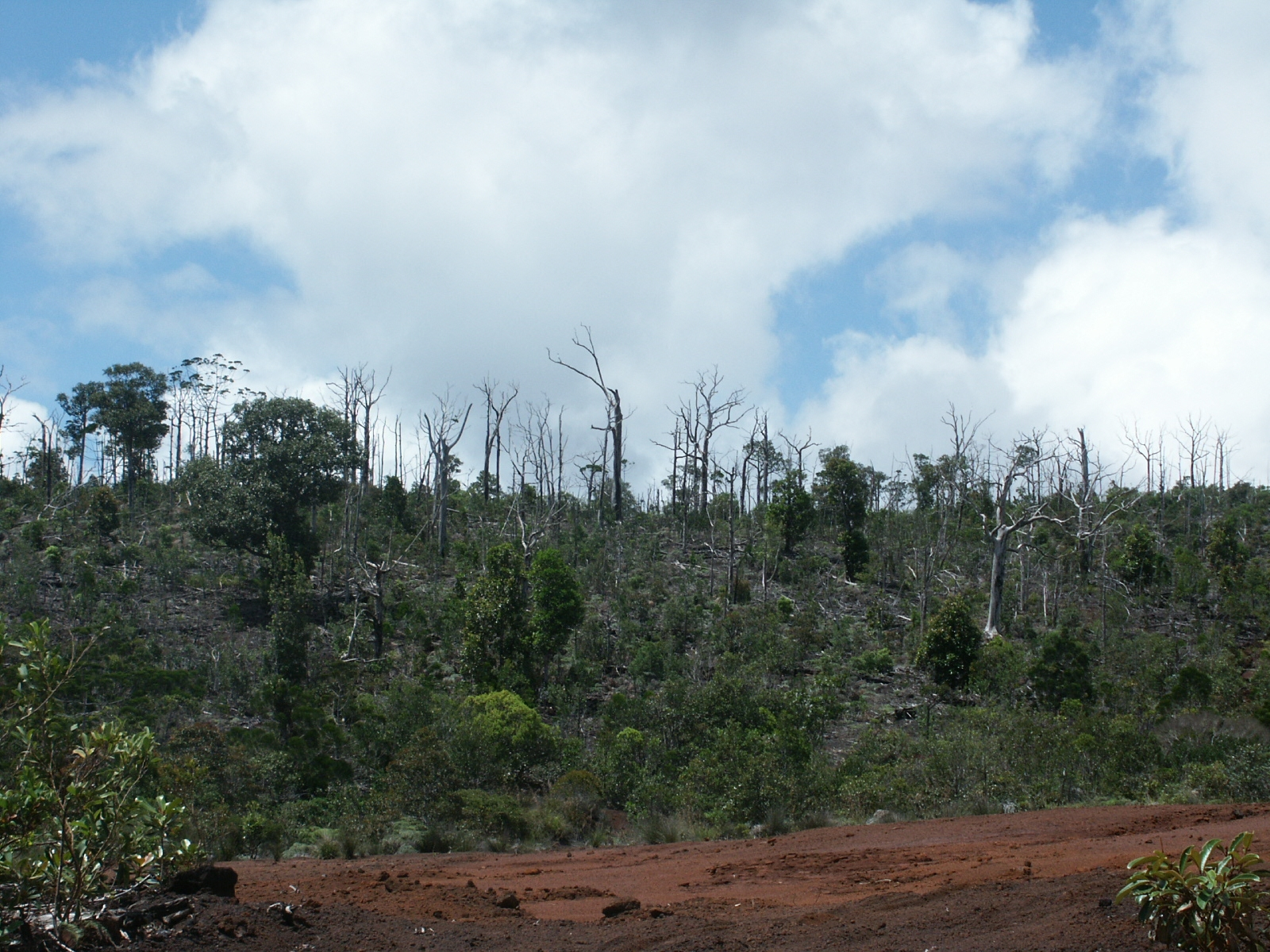
Restes de chênes gomme après un incendie déjà ancien

Le chêne gomme est très sensible aux incendies qui le détruisent irrémédiablement, sans qu'aucune régénération naturelle ne succède.

## Utilisation
Son bois est très lourd et très dur : il est quasiment imputrescible, résiste aux termites et se scie difficilement (notamment en raison de la présence de loupes de résine en plus de sa résistance).
La lourdeur de ce bois a d'ailleurs quelquefois conduit des bûcherons à abandonner leurs troncs sur place.
Il a été employé pour des poteaux et la construction navale. Cette espèce a été fortement exploitée au début du XIXe siècle. Un programme de plantation a été engagé depuis 1995 au sud de Grande Terre. La culture permet soit des plantations pour un usage futur en bois d'œuvre (charpente), soit en réhabilitation de terrains miniers. La densité de plantation est faible (300 à 500 plants à l'hectare), et la croissance de l'espèce est lente.
Il a été introduit à l'île des Pins.

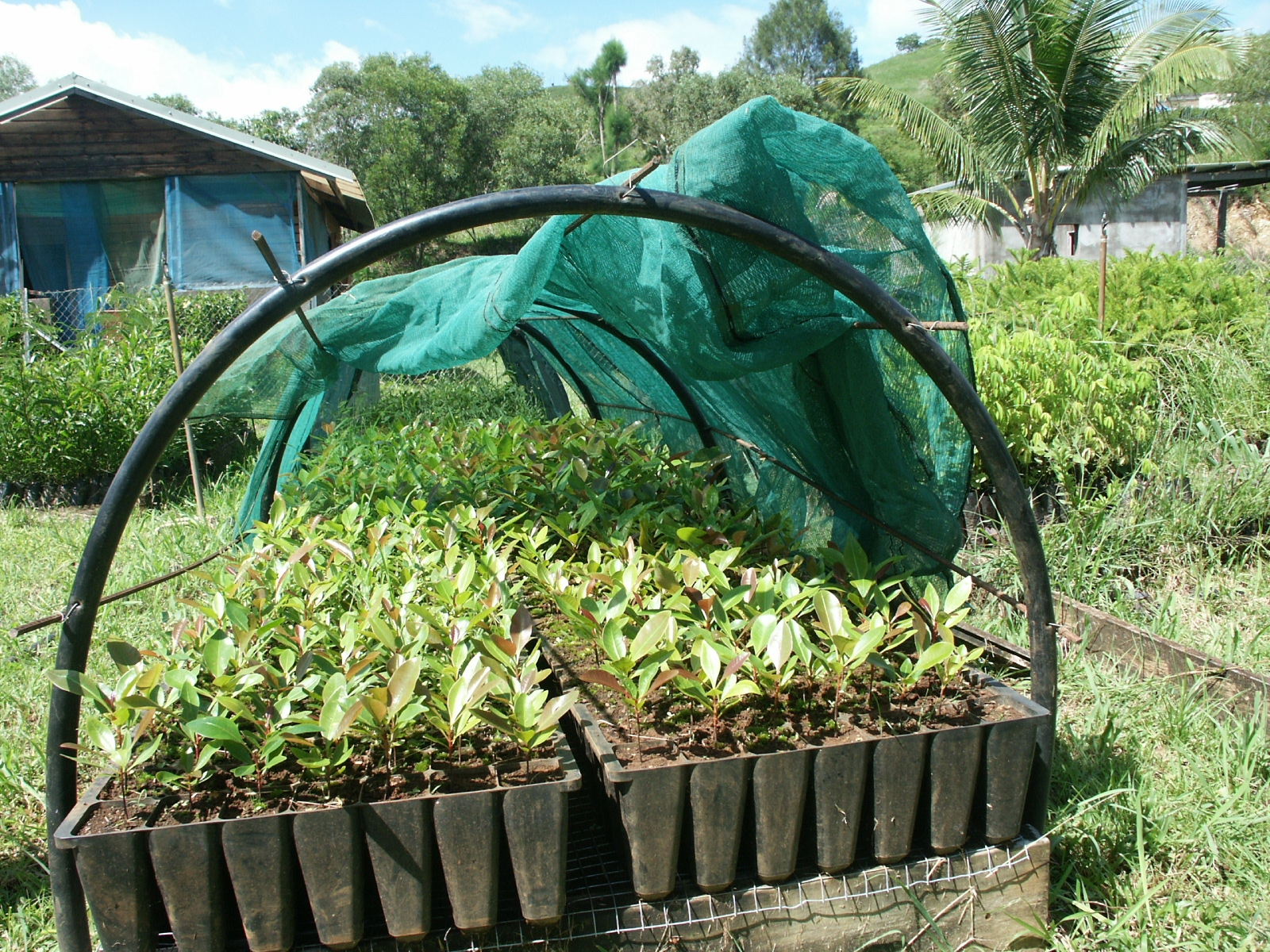
Pépinière associative à Thio.
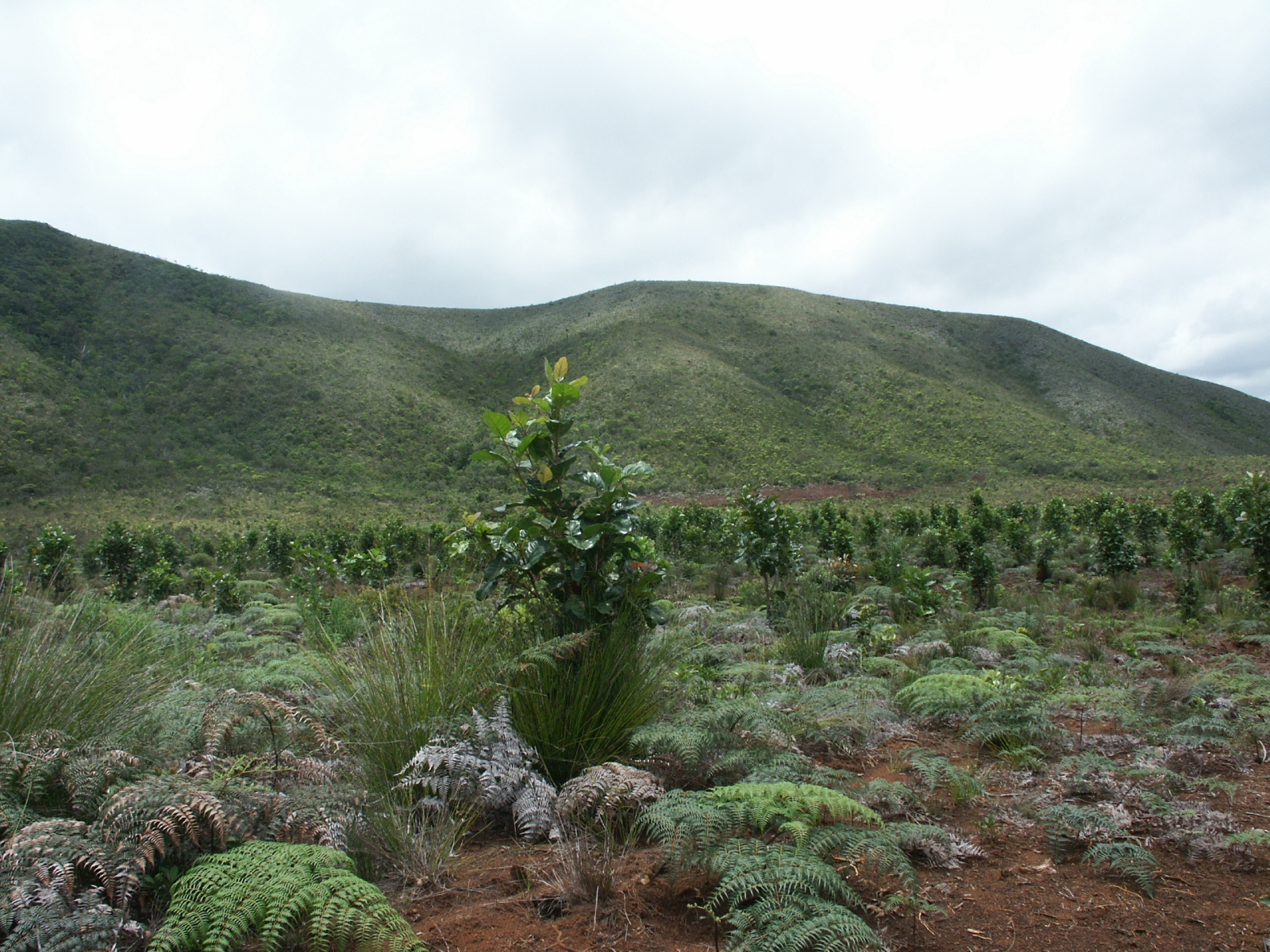
Plantation de chênes gomme.
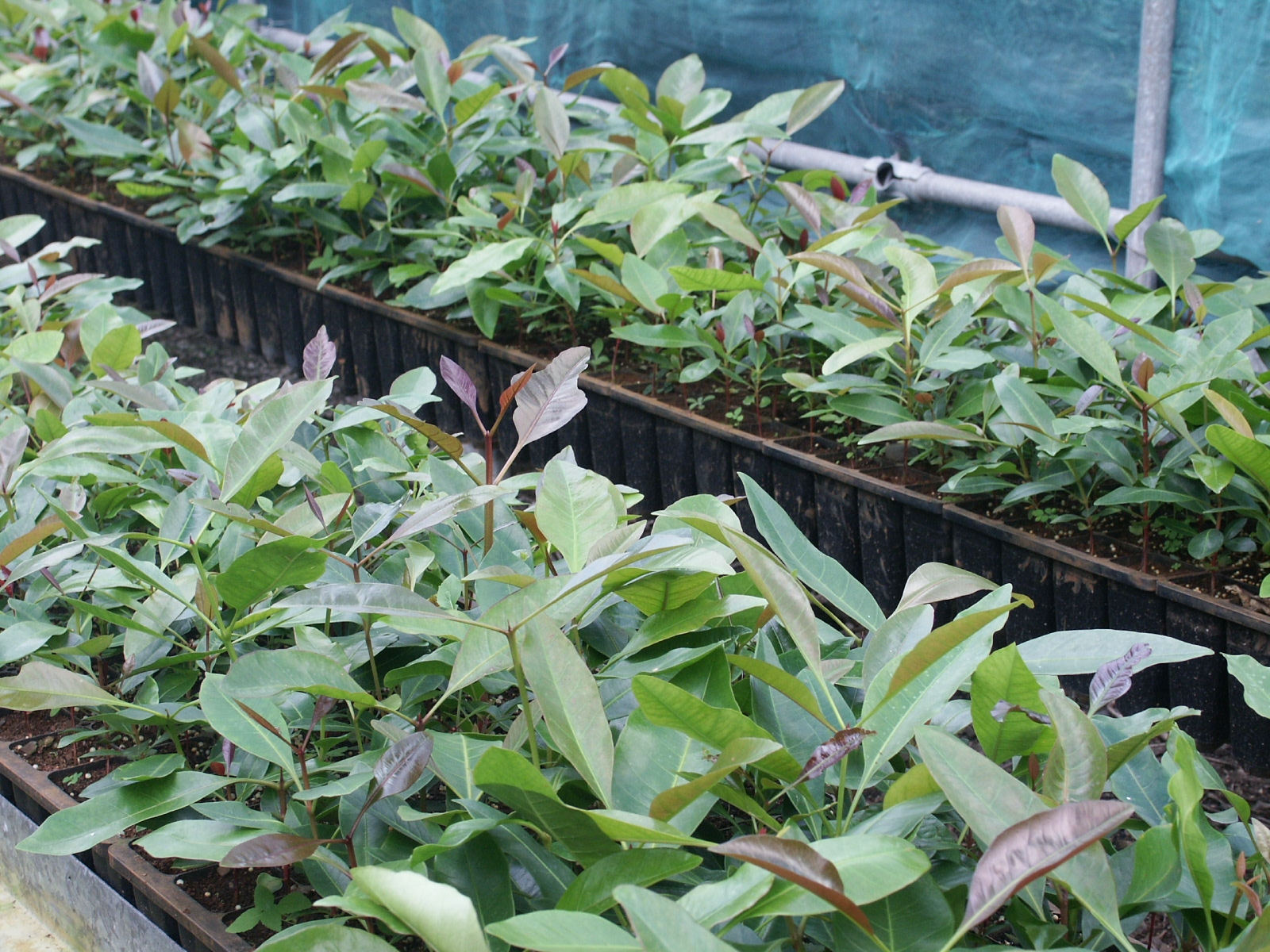
Plants de chênes gomme ; pépinière à La Foa.

1. 1 2  « Arillastrum gummiferum (Brongn. & Gris) Pancher ex Baill. », sur endemia.nc (consulté le 5 février 2020)
2. 1 2  Bernard Suprin, Stars du caillou - Les arbres, Nouméa, Nouvelle-Calédonie, Editions Grain de sable, collection Faune & Flore, juin 1996, 54 p. (ISBN 9782841700073), p. 12
3. ↑  Bulletin de la Société botanique de France. 1863. p.578

## Référence
- Bois des DOM-TOM – Tome 3 : Nouvelle-Calédonie – CIRAD Forêt – 1992 - p 77 à 80